# Adobe Flash
Adobe Flash je besplatan program za gledanje multimedije i izvršavanje bogatih internet aplikacija i striming video i audio sadržaja, kreiran na Adobe Flash platformi. Flash Player može da se pokrene preko veb pregledača (kao pregledač plug-inova) ili na podržanim mobilnim uređajima, ali tu takođe postoje verzije koje se pokreću direktno na operativni sistem, namenjen kako za redovne korisnike i programere sadržaja označena projektorom (ili samostalno) i Debuger ime, redom. Flash player pokreće SWF datoteke koje mogu biti kreirane od strane Adobe Flex ili brojnih Macromedia i drugih alata. Flash player je kreirala Macromedia i sada je razvijen i distribuiran od strane Adobe Sistems posle prinove. Flash player podržava vektorske i rasterske grafike, 3D grafiku, ugrađeni jezik za skriptovanje pod nazivom ActionScript izvršavan u ActionScriptVirtuelMachine i strimovanje audio i video sadržaja. ActionScript se zasniva na ECMAScript i podržava objektivno-orijentisani kod, i može se uporediti sa JavaScript-om. Flash player ima široku bazu korisnika, sa preko 90% prodiranja na računare povezane na internet je opšti format za igre, animacije i GUI ugrađenih u veb stranice. Adobe Systems, programer Adobe Flash player-a navodi da više od 400 miliona od ukupno 1 milijarde povezanih računara ažuriraju novu verziju Flash Player-a u roku od 6 nedelja od puštanja.
Flash player možete preuzeti besplatno i njegova plug-in verzija je dostupna za novije verzije veb pretraživača (kao što su Internet Explorer, Mozilla Firefox, Google Chrome, Opera i Safari) na odabranim platformama. Google Chrome distribucija dolazi u paketu sa zaštićenim okruženjem Adobe Flash plug-ina i da će nastaviti da podržava plug-in u Windows 8 Metro režimu. Svaka verzija Adobe Flash Playera unazad je kompatibilna.

### Arhitektura
Adobe Flash Player je trajanje koje izvršava i prikazuje sadržaj iz obezbeđenog SWF fajla, mada nema ugrađene funkcije za menjanje SWF fajla u toku rada. To može da izvršava softver u programskom jeziku ActionScript koji omogućava izvršavanje manipulacije teksta, podataka, rasterske grafike, vktorske grafike, zvuka i videa. Igrač takođe može da pristupi sigurno povezanim hardverskim uređajima, uključujući veb kamere i mikrofone, nakon dozvole za isti je odobren od strane korisnika.
Flash Player interno koristi Adobe Integrated Runtime (Adobe AIR), kako bi se obezbedila kros-platforma izvršavanja okruženja za desktop i mobilne aplikacije. Adobe AIR podržava instaliranje aplikacija na Windows, Linux, OS X, i nekih mobilnih operativnih sistema, kao što su iOS i Android. Flash aplikacije moraju biti posebno izgrađene za Adobe AIR izvršavanja, u cilju iskorišćavanja dodatnih funkcija koje pruža, kao što su fajlovi sistem integracije, prirodne klijent ekstenzije, priroden integracije prozor/ekran, traka zadataka/pristanište integracije i integraciju hardvera sa povezanim Akcelerometrom i GPS uređajem.

### Formati podataka
Flash player uključuje ugrađenu podršku za mnogo različitih formata podataka, od kojih se nekima mogu pristupiti samo putem ActionScript skripti interfejsa.
- XML: Flash player je uključen u ugrađenu podršku XML raščlanjavanja i generacije od verzije 8. XML podaci se održavaju u memoriji kao ObjectModel XML dokumenta, i može se manipulisati korišćenjem ActionScript. ActionScript 3 takođe podržava ECMAScript za XML (E4X), što omogućava da se XML podaci lakše manipulišu.
- JSON: Flash player 11 uključuje ugrađenu podršku za uvoz i izvoz podataka u JavaScript Object Notation (JSON) formatu, koji omogućava interoperabilnost sa veb servisom i JavaScript programom.

### Multimedijalni formati
Flash Player je prvenstveno grafička i multimedijalna platforma, a podržava vektorske i rasterske grafike od svoje najranije verzije. On podržava pratnju različitih multimedijalnih formata koji mogu prirodno da se reprodukuju i dekodiraju.
- MP3: Podrška za dekodiranje i reprodukciju strimovanja MPEG-2 Audio Layer III (MP3) audio uveden u Flash Player 4. MP3 fajlovima se može pristupiti i reprodukovati sa servera preko HTTp-a ili preko ugrađenog SVF fajla koji je takođe u striming formatu.
- JPEG: Podrška za dekodiranje i renderovanje u kompresovanom JPEG formatu slika. Flash Player 10 je dodao podršku za JPEG-XR standard za kompresiju slika napredno razvijen od Microsoft korporacije, što dovodi do boljeg kvaliteta od JPEG. JPEG-XR omogućava kompresiju bez gubitaka sa ili bez alfa kanala transparentnosti. Flash Player 11 može da kodira ili JPEG ili JPEG-XR bitmapu putem ActionScript-a.

### Striming protokoli
- HTTP: Podrška za komunikaciju sa veb serverima koristeći HTTP zahteve i POST podatke. Međutim samo sajtovi koji dozvoljavaju eksplicitno, da se povežete sa njima preko Flash-a se možepristupiti preko HTTP ili Sockets, u cilju zaštite Flash-a se koristi kao alat za kros-sajt falsifikat zahteva, kros-sajt skriptovanje, DNS rebinding. Sajtovi moraju postaviti za domaćina određenu XML datoteku pozmnatu kao "unakrsna politika domena", dozvoliti ili zabraniti Flash sadržaju sa određenih sajtova da se povežete sa njima. Određeni sajtovi kao što su Digg, Flikr, Photobucket ionako postavlja za domaćina unakrsnu politiku domena, koji dozvoljava Flash sadržaja da biste pristupili njihovom sajtu preko HTTP.
- TCP: Podrška za TCP socket komunikaciju da komunicira sa bilo kojim tipom servera, koristeći strim soket. Podnožja se mogu koristiti samo koristeći ActionScript, a može daprenese običan tekst, XML ili binarne podatke (ActionScript 3.0 i kasnije). Da bi se sprečilo bezbednosnim pitanjima, veb servere koji dozvoljavaju Flash sadržaje da komuniciraju sa njima koristeći podnožja moraju biti domaćin XML unakrsne politike domena, postavljeno na Port 843. Podnožja omogućuju AS3 programe za povezivanje sa bilo kojom vrstom serverskog softvera, kao što je MySQL.

## Performanse

#### Hardversko ubrzanje
Trenutne verzije Flash Player-a su optimizovane za korišćenje hardverskog ubrzanja za reprodukciju video i prikazivanje 3D grafike na mnogim uređajima, uključujući i desktop računare. Performansa je slična HTML5 video reprodukciji. Takođe, Flash Player se koristi na višemobilnih uređaja kao primarni prikazivač korisničkog interfejsa.

## Spoljašnje veze
- Zvanična stranica